# Osječki dom
Osječki dom, "informativni list za dom i obitelj", hrvatske dnevne novine
"Osječki dom" izlazio je utorkom, četvrtkom i subotom. Bio je namijenjen svim stanovnicima Osijeka i okolnih mjesta i većinom je pisao o lokalnoj tematici. Izdavač "Osječkog doma" izdavao je i Dom Valpovo-Belišće (izlazio od studenog 2005. do 21-22. studenog 2006.) te Baranjski dom (izlazio od ožujka 2006. do 23. studenog 2006.). Jedan dio sadržaja (npr. televizijski program, križaljka i sl.) bio je isti u svim izdanjima, dok je drugi, veći dio sadržaja, bio vezan za sredinu u kojoj je list izlazio.
Dva nulta broja "Osječkog doma" izdana su u rujnu 2000., dok je prvi broj objavljen s datumom 3-4. listopada 2000. godine. List je u tom obliku prestao izlaziti s 925. brojem od 21-22. studenog 2006., a nastavio se pojavljivati kao posebni dodatak s nazivom "Osijek" u regionalnim dnevnim novinama Slavonski dom.

## Uredništvo
- Glavni urednik: Dario Topić
- Urednici u redakciji: Tatjana Duić i Davor Špišić
- Direktor: Anđelko Balikić
- Direktor marketinga: Tihomir Jelavić (do 895. broja)

## Poveznice
- Dom Valpovo-Belišće
- Baranjski dom
- Slavonski dom